# Растислав (кнез)
Растислав је био великоморавски кнез (846—870) на чији позив је 862. године отпочела моравско-панонска мисија Ћирила и Методија, која представља почетак словенске писмености и прекретницу у преласку Словена на хришћанство.

## Владавина
Источнофраначки краљ Лудвиг (843—876) је 846. године заробио и збацио са власти великоморавског кнеза Мојмира I (моравски кнез 830—833, великоморавски кнез 833—846) и за новог кнеза је поставио његовог братанца Растислава, као свог вазала. Међутим, након што се консолидовао на власти, Растислав се прогласио краљем и прекинуо вазалне односе са Источном Франачком. Своју власт проширио је на околне Чехе, Лужичке Србе и део Полапских Словена, а на граници ка Источној Франачкој је ради заштите подигао већи број утврда. Лудвиг је покушао 855. године да војним путем савлада Растислава, али је био поражен, што га је највероватније приморало да склопи савез са другим Растиславовим суседима, Бугарима, који су тада били у рату са Византијом. Поред тога, он је преко локалног германског клера наставио да шири свој утицај по Великоморавској кнежевини.
Да би сузбио германски утицај, Растислав се 862. године обратио византијском цару Михајлу III (са Теодором 842—856, самостално 856—867) са молбом да му пошаље људе који ће на словенском језику проповедати хришћанство. Михајло је одмах одреаговао и послао му Ћирила и Методија, са још не у потпуности преведеним црквеним књигама. Они су током 863. године из Цариграда, преко Солуна, Ниша, Београда, Сирмијума, Вишеграда и Нитре, стигли у Великоморавску кнежевину и започели своју мисију међу Словенима.
Већ наредне године, Лудвиг је успео да га победи и примора на обнову вазалних обавеза. Са њима је дошло и до повратка германског клера који су рад Солунске браће на ширењу хришћанства на словенском језику сматрали јеретичким. Због тога су се они 866. године упутили у Рим, посетивши си успут панонског кнеза Коцеља (861—872), да би пред Папом оправдали свој рад. Током њиховог боравка у Риму, Константин је умро 14.02.869. године, а папа Хадријан II (867—872) је поставио Методија за моравско-панонског архиепископа са седиштем у Сирмијуму. Том приликом је издао посланицу упућену словенским кнезовима:
- Растиславу (великоморавски кнез)
- Сватоплуку (I) (870—894) (тада према Растиславу вазални нитрански кнез)
- Коцељу (панонски кнез)

у којој потврђује своју дозволу за употребу словенског језика у литургијама напомињући да се приликом богослужења прво чита литургија на латинском, а тек после на словенском језику.
Већ 870. године, дошло је до унутрашњих сукоба у Великоморавској између кнеза Растислава и његовог братанца Сватоплука, који га је уз Лудвигову помоћ збацио и преузео власт. Самог Растислава је заробио и предао Германима, који су га ослепили и протерали у манастир у којем је и умро 871. године.